# Собор Живоначальної Трійці
Собо́р Живонача́льної Трі́йці — головний храм гетьманського Батурина. Біля собору стояла кругла дзвіниця, яку називали «Мазепин стовп». 

## Історія
Собор побудували на території Фортеці коштом гетьмана Івана Мазепи близько 1690—1692 років. 
Храм і дзвіниця пережили знищення Батурина і проіснували у зруйнованому стані до другої половини XVIII ст., поки не були розібрані на будматеріали.
Підмурки собору знайдено і досліджено археологами у 2007—2008 р.р. 
Указом Президента України від 21 листопада 2007 року № 1131/2007 «Про деякі питання розвитку Національного історико-культурного заповідника «Гетьманська столиця» та селища Батурин» передбачено відбудову храму упродовж 2009—2010 років.
Археологічні знахідки з собору Живоначальної Трійці знаходяться в Музеї археології Батурина.

## Архітектура
Собор був один з найбільших храмів козацької держави, довжина фундаментів 38,7 м, ширина 24,1 м. Він мав три нави, три вівтарні апсиди (центральну гранчасту і бічні заокруглені), виділений трансепт та великий п'ятигранний притвор-бабинець із західного боку. Центральна баня мала, імовірно, близько 7,0—7,5 м в діаметрі подібно до головної бані Софійського собору в Києві. Вона спиралась на кути стін, що відокремлювали бічні апсиди, та на масивні трапецієподібні у плані пілони — західну пару опор центральної бані. Собор міг мати від трьох до семи бань.
Південний та північний фасади прикрашали барокові ордерні колони чи півколони на високих підквадратних п'єдесталах. Їхній діаметр, за розмірами і самих п'єдесталів, і лекальних цеглин, становив приблизно 0,9 м. На західному та східному фасадах між апсидами фундаментів колон чи пілястр на п'єдесталах не виявлено.